# Lương Triết Vũ
Liang Zheyu (tiếng Trung: 梁哲宇; bính âm: Liáng Zhéyǔ; sinh ngày 11 tháng 2 năm 1998) là một cầu thủ bóng đá Trung Quốc hiện tại thi đấu cho đội bóng tại Giải bóng đá ngoại hạng Hồng Kông R&F.

## Sự nghiệp câu lạc bộ
Liang Zheyu được trinh sát bởi câu lạc bộ tại Giải bóng đá ngoại hạng Trung Quốc Guangzhou R&F năm 2017 sau màn trình diễn xuất sắc ở giải bóng đá Đại học với Đại học Công nghệ South China. Anh ký bản hợp đồng chuyên nghiệp đầu tiên với đội vệ tinh của Guangzhou R&F là R&F (Hồng Kông) ở Giải bóng đá ngoại hạng Hồng Kông vào tháng 2 năm 2018. Ngày 26 tháng 2 năm 2018, anh ra mắt trong thất bại 3–1 trên sân khách trước Kitchee, vào sân từ ghế dự bị thay cho Yang Ziyi ở phút 78.

## Thống kê sự nghiệp
Tính đến 13 tháng 5 năm 2018 
| Thành tích câu lạc bộ | Thành tích câu lạc bộ | Thành tích câu lạc bộ             | Giải vô địch | Giải vô địch | Cúp     | Cúp       | Cúp Liên đoàn   | Cúp Liên đoàn   | Châu lục | Châu lục  | Tổng cộng | Tổng cộng |
| Mùa giải              | Câu lạc bộ            | Giải vô địch                      | Số trận      | Bàn thắng    | Số trận | Bàn thắng | Số trận         | Bàn thắng       | Số trận  | Bàn thắng | Số trận   | Bàn thắng |
| Hồng Kông             | Hồng Kông             | Hồng Kông                         | Giải vô địch | Giải vô địch | Cúp FA  | Cúp FA    | Cúp Liên đoàns1 | Cúp Liên đoàns1 | Châu Á   | Châu Á    | Tổng cộng | Tổng cộng |
| --------------------- | --------------------- | --------------------------------- | ------------ | ------------ | ------- | --------- | --------------- | --------------- | -------- | --------- | --------- | --------- |
| 2017–18               | R&F                   | Giải bóng đá ngoại hạng Hồng Kông | 3            | 0            | 0       | 0         | 0               | 0               | -        | -         | 3         | 0         |
| Tổng cộng             | Hồng Kông             | Hồng Kông                         | 3            | 0            | 0       | 0         | 0               | 0               | 0        | 0         | 3         | 0         |
| Tổng cộng sự nghiệp   | Tổng cộng sự nghiệp   | Tổng cộng sự nghiệp               | 3            | 0            | 0       | 0         | 0               | 0               | 0        | 0         | 3         | 0         |

1League Cups include Hồng Kông Senior Challenge Shield và Hồng Kông Sapling Cup.